# Jakob Matham
Jakob Matham (* 15. Oktober 1571 in Haarlem; † 20. Januar 1631 in Haarlem) war ein niederländischer Kupferstecher, Maler, Zeichner und Verleger von Kupferstichen.

## Leben
Matham war ein Sohn des Adriaen Matham († um 1579), sowie der Stiefsohn und Schüler des Hendrick Goltzius (1558–1617), der nach dem Tod des Vaters 1579 seine Mutter Margaretha Jansdochter (geborene Bartsen; 1549/50–1631) geheiratet hatte. Zwischen 1593 und 1598 besuchte er mit Francesco (Frans) Badens (1571 – 17. November 1618) Italien, wo sie unter anderem Venedig und Rom besuchten. Jacob Lauri verlegte 1598 einen seiner Stiche in Rom, den er nach P. Bramer die heilige Apollonia ausgeführt hatte. Anschließend kehrte er nach Haarlem zurück und stach das Bildnis eines Wales, der an der holländischen Küsten gestrandet war. Im Jahr 1600 wurde er in die St. Lukasgilde aufgenommen. 1605 wurde er Doyen (Obmann oder Vorstand) der Gilde. 1616 war er Teil der Haarlemer Bürgerwehr.
Matham stach eine große Zahl von Blättern, die er teilweise nach Goltzius oder nach eigenen Zeichnungen anfertigte. Der Großteil seiner Werke entstand jedoch nach italienischen, deutschen und niederländischen Meistern, darunter Abraham Bloemaert, Albrecht Dürer, Raffael, Michelangelo, Tizian, Karel van Mander, Michiel van Mierevelt, „welche zwar unter manierierter Formenbehandlung leiden, aber durch die elegante und zarte Führung des Grabstichels auf die Entwicklung der Kupferstichtechnik von großem Einfluss gewesen sind.“ Nach dem Tod seines Stiefvaters vollendete er dessen begonnenen Stich der Hochzeit zu Kana nach Francesco Salviati, die aus zwei Blättern bestand.
Der Nürnberger Auktionator Schmidmer versteigerte 1825 mehrere Kupferstiche Mathams aus dem Nachlass des königlich-preußischen Hauptmanns Hans Albrecht von Derschau.

## Familie
Matham war mit einer Tochter des Malers Jakob de Gheyn II. verheiratet, der ebenfalls ein Schüler seines Stiefvaters war. Seine drei Söhne waren seine Schüler und wurden ebenfalls Kupferstecher. Jan van de Velde I zählte ebenfalls zu seinen Schülern.
- Adriaen Jacobsz, oder Adrian Matham (um 1599 – 23. November 1660),[9] war dreimal verheiratet: 1. am 6. November 1632 mit Cornelia Claes, 2. am 31. Oktober 1638 mit Annetgen Bieters, 3. am 2. Dezember 1642 mit Leentgen Thiel. 1640 ging er mit Jan Janszoon im Gefolge des Gesandten der Generalstaaten Antoine de Liederkerke nach Marokko.
- Jan, oder Johannes Matham (* Januar 1600; begraben am 25. Juli  1648)[10]
- Theodor, Dirck oder Diedrick Matham (1605/06 – 26. März 1676)[11] war 1656 Mitgründer der Confrérie Pictura in Den Haag und arbeitete unter anderem mit Cornelis Bloemaert und Natalis Persyn in Rom an der Galeria Giustiniani.

## Werke (Auswahl)

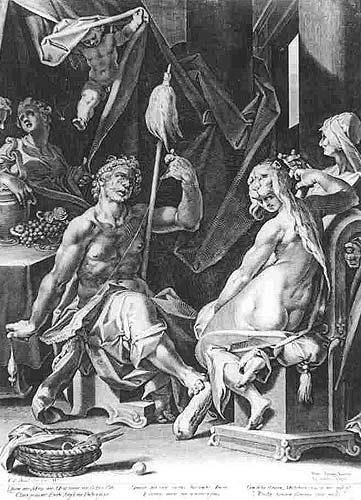
Herkules und Omphale

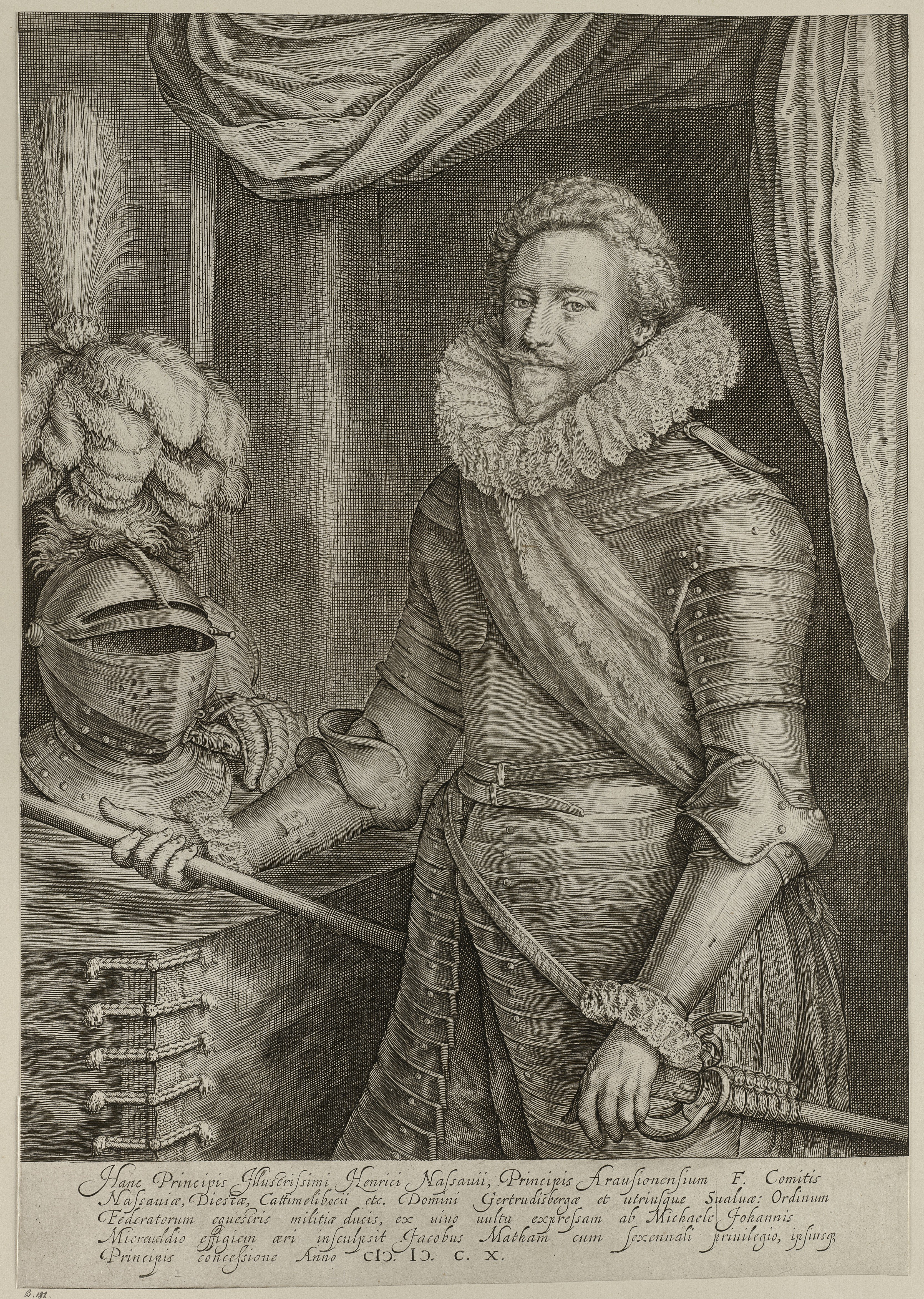
Frederik Hendrik, prins van Oranje-Nassau

- 1598: Der 1598 an der Küste von Holland gestrandete Walfisch[12]
- 1617: Porträt von Hendrik Goltzius
- um 1624: Der Exodus der Bürger von Haarlem und einiger Milizionäre aus Den Haag
- 1630: Dr. F. Junius
- Frederik Hendrik, Prinz von Nassau nach Michiel van Mierevelt
- Brustbild eines Mannes (über 3/4 Ansicht, mit doppeltem Bart; sein Kopf ist unbedeckt mit einer Warze auf seiner Stirn).
- Brustbild eines Mannes in mittleren Jahren (im Profil gegen die linke Seite gewendet mit Spitz- und Knebelbart und eine Pelzmütze auf dem Kopf).
- Ein altes lächelndes Weib (Brustbild in ganzer Ansicht: sie hält den Stiel einer Bratpfanne in der rechten Hand).
- Brustbild eines grinsenden Satyrs (3/4 Ansicht: gegen die rechte Seite gewendet).
- Brustbild eines bärtigen Mannes (in Profil nach links sehend, mit dicker Nase und einer Warze auf der Wange).

eigene Zeichnungen oder Gemälde
- Bildnis des Herzogs Wilhelm von Cleve, Jülich und Bergh
- Bildnis des Johann Wilhelm von Cleve